# Hesperos
Hesperos (altgriechisch Ἕσπερος Hésperos, lateinisch Hesperus) ist ein Titan der griechischen Mythologie.
Es ist auch die antike Bezeichnung für den Planeten Venus als Abendstern.

## Mythologie
Hesperos ist der Sohn oder der Bruder des Atlas. Als dessen Sohn gilt er als ein Sternenkundiger. Eines Nachts wurde er vom Berg Atlas, wo er die Sterne beobachten wollte, von einem Sturm hinweggenommen und war für seine Mitmenschen verschwunden. Die aber hielten ihn in Ehren und benannten nach ihm den Abendstern Hesperos. (Ovid)
Nach anderen soll er Sohn des Astraios und der Eos sein. 
Als Bruder des Atlas gilt Hesperos als Vater der Hesperis, mit der Atlas Vater der Hesperiden wurde. Diese lebten in dem Garten, aus dem Herakles als eine seiner Arbeiten die Äpfel holte und dabei kurz für Atlas die Welt schulterte.

## Der Wandelstern Hesperos
Der Abendstern Hesperos ist der Planet Venus: In Unkenntnis der Tatsache, dass der Morgenstern und der Abendstern zeitlich unterschiedliche Erscheinungen desselben Himmelskörpers, nämlich des Planeten Venus, sind, erhielt die Venus im antiken Griechenland zusätzlich als Morgenstern die Namen Phosphoros (Φώσφορος, deutsch ‚Lichtträger, Lichtbringer‘, lateinisch lucifer) und (H)Eosphoros (Ἑωσφόρος ‚Bringer der Morgendämmerung‘).
Den alten Babyloniern war dies bereits um 1700 v. Chr. bekannt, und der Planet wurde als die Liebesgöttin Ischtar angesehen. Nach Übernahme dieses Wissens durch die Griechen wurde der Planet entsprechend Aphrodite benannt, während ihn die Römer Venus nannten.
Selbst, als man wusste, dass Abend- und Morgenstern derselbe Himmelskörper ist (Pythagoras oder Parmenides), hielt man sie als mythische Personen auseinander.

## Künstlerische Darstellung
Hesperos sowohl wie Phosphoros, der Morgenstern, werden als empor- oder abwärtsfliegende Knaben mit Fackeln dargestellt, auch schwebt Hesperos öfters vor der Mondgöttin her.  Diesem liegt zu Grunde, dass die Konstellation Venus/Sichelmond relativ häufig vorkommt und ein sehr eindrückliches Bild darbietet. Z. B. ist auf der türkischen Flagge die Konstellation Morgenstern/abnehmender Sichelmond dargestellt.

## Etymologie
Der Name dieser mythischen Gestalt leitet sich ab von dem griechischen Wort ἑσπέρα hespéra für Abend oder Westen. Dieses Wort wiederum hat eine gemeinsame etymologische Wurzel mit lateinisch vesper ‚der Abend, der Abendstern‘ und west in den germanischen Sprachen.
Vermutlich von Hesperios abgeleitet ist Hesperien, ein mythisches Land, das mit Spanien oder Italien identifiziert wird.

## Zeitschrift
Nach ihm war im 19. Jahrhundert eine Zeitschrift benannt. Hesperus: encyclopädische Zeitschrift für gebildete Leser erschien von 1809 bis 1832, zuletzt im Cotta-Verlag. Sie wurde von Christian Carl André herausgegeben und beschäftigte sich hauptsächlich mit naturwissenschaftlichen und ökonomischen Themen.